# Ville Snellman
Ville Snellman, född 26 november 1981, är en finländsk före detta professionell ishockeyspelare (forward).
Säsongen 2008/2009 spelade han för Modo Hockey i Elitserien.